# Web beacon
In informatica, un web beacon (chiamato anche  web bug, tracking bug, tag, web tag, page tag, tracking pixel, pixel tag, 1×1 GIF o clear GIF) è una delle varie tecniche usate nelle pagine web e nella posta elettronica per consentire verificare in modo discreto (di solito invisibilmente) che l'utente abbia avuto accesso ad alcuni contenuti. I web beacon sono tipicamente utilizzati da terze parti per monitorare l'attività degli utenti sui siti web per le web analytics o il page tagging, oppure per il tracciamento della posta elettronica. Quando è implementato attraverso JavaScript, viene anche chiamato tag JavaScript.
Si è attualmente al lavoro per standardizzare un'interfaccia che gli sviluppatori web possano utilizzare per generare i web beacon.

## Descrizione
Un web beacon è una strategia utilizzata, ad esempio, per tracciare un visitatore di un sito web o di una sua copia. I beacon vengono impiegati anche per controllare se un messaggio di Posta elettronica sia stato letto e anche se sia stato inoltrato.
I primi web beacons, chiamati tracking pixel, furono immagini trasparenti con dimensioni di 1×1 pixel che quando scaricate costringevano il browser a connettersi al server ospitante l'immagine, permettendogli di tracciare l'utente.
Questa idea è stata poi applicata a molti contenuti multimediali, come i file video o audio, ma anche a altri elementi HTML contenuti nella pagina web, come gli Iframe, i fogli di stile e gli script JavaScript.
Le informazioni salvate dal server sono generalmente l'Indirizzo IP, l'orario della richiesta, l'User agent ed eventuali Cookie presenti.

## Uso dei frame
L'arrivo dei frame permise a pagine HTML di caricare elementi da server di terze parti. Nel caso di un banner pubblicitario, l'immagine non è contenuta nello stesso dominio della pagina visitata ma risiede nei server dell'azienda pubblicitaria. Questo significa che un servizio di terze parti può ottenere informazioni su un utente, tracciandolo attraverso vari siti con i propri banner pubblicitari.

## Tracking di Email
I Web beacons sono usati anche da spammers e phishers per scoprire se una casella di Posta elettronica sia attiva o se abbia un filtro anti-Spam attivo.
Molti Client di Posta Elettronica come Mozilla Thunderbird e Microsoft Outlook impediscono per impostazione predefinita il download di immagini, ma poiché i beacon possono essere inclusi in elementi non multimediali ciò non è sempre sufficiente. Un trucco per neutralizzare i trackers è disconnettere da Internet il terminale dopo aver scaricato l'email senza però averla ancora letta. In questo caso, i messaggi contenenti beacons non potranno connettersi al servers e il tracciamento sarà così aggirato. Eliminare il messaggio tracciante prima di riconnettere il terminale è indispensabile per evitare che l'elemento "spia" porti a termine il tracciamento al ritorno di una connessione.
Il procedimento sopra descritto può essere messo in atto solo se si dispone di strumenti di lettura della Posta elettronica che rimangono funzionanti anche offline, un esempio è Microsoft Outlook.
L'unico modo definitivo per evitare l'email tracking è usare un'email reader basato sul testo, cioè non interpreti gli elementi HTML, poiché non venendo caricato alcun oggetto non si instaurano connessioni con server di terze parti.
I beacons possono anche essere filtrati dal server di posta affinché sia impedito il loro funzionamento, consentendo però la corretta visualizzazione del messaggio email. MailScanner è un software che neutralizza email trackers per tutte le caselle email risiedenti su un determinato server.

## Beacon API
Le Beacon API sono raccomandazioni del World Wide Web Consortium, sviluppate per permettere agli sviluppatori di tracciare i visitatori del sito senza rallentare il caricamento della pagina, cosa che invece avveniva in passato. Le API entrano in funzione quando il visitatore lascia la pagina.
Il supporto alle Beacon API è disponibile su Google Chrome a partire dalla versione 39, su Mozilla Firefox dalla versione 31. Internet explorer non supporta le Beacon API, al contrario del suo successore Microsoft Edge che è compatibile dalla versione 14. Opera supporta lo standard dalla versione 26, mentre Safari è compatibile dalla versione 11.1.